# Milonga-candombe
El género Milonga-candombe es una conjunción de estos dos géneros musicales anteriores ─la milonga y el candombe─ ideada por el compositor Sebastián Piana a mediados del siglo XX; con más precisión en el año 1940.

## Características
Guarda, como de su enunciado se deduce, características de ambos géneros: 
a) en lo melódico: las de las escalas, gammas, tonos y modos en los cuales, con sentido general, se exponen las melodías.

b) Sobre las relaciones interválicas: los intervalos característicos especiales que diferencian a las melodías de los dos géneros anteriores están presentes y combinadas en este nuevo, y se diferencian de melodías de otros géneros adyacentes, (V.G. del Tango).

c) Y del mismo modo sucede con la textura fraseológica, a través de su periodología y sus fórmulas cadenciales.

d) También así con la textura rítmica: las leyes rítmicas fundamentales que pertenecen a la Milonga y al Candombe se combinan en esta conjunción de ambos, particularmente en el comienzo de la frase (generalmente anacrúsico, o tético.)

e) Se da la misma identificación con la Milonga y el Candombe en el aspecto del sonido por simultaneidad, ya sea este contrapuntístico o acórdico-armónico, conservando de esos dos géneros las características de los enlaces armónicos y de las cadencias-tipo que significan a ambos.

f) Y del mismo modo sucede con los datos de procedencia, de noción de cultura de dicha procedencia, de la tipología del lenguaje hablado y musical, y de la correspondencia de datos históricos especiales y generales. Y por la correspondencia con radios de contemporaneidades históricas de otros países, como la República Oriental del Uruguay, y de otros estilos y expresiones.

g) Por ello existe dependencia de la Milonga-Candombe como género sobre corrientes históricas a ella contemporáneas; es una consecuencia de ellas, y no un simple 'invento' o copia que hiciera Sebastián Piana, sino que su logro fue el producto de sus experiencias y estudios largos y profundos en la materia.

## Otros datos
Según cuenta el Dr. León Benarós en su libro Sebastián Piana y la milonga Porteña estos fueron dichos de Piana (según cita textual del libro): "Año 1940. La dirección de la Radio Belgrano (de Buenos Aires) le encargó a Homero Manzi que hiciese las glosas, entre otras, de una rumba donde en su letra figuraba: 'Tumba y retumba la tumba...tumba y retumba la rumba...' y seguía toda así en forma onomatopéyica. La misma me llamó la atención y le dije a Manzi que hiciese una letra para milonga con las mismas características. A los pocos días estaban hechos los versos de la primera parte, pues yo anticiparía la música de la segunda. De esa manera, dimos cima a un nuevo género de milonga: la milonga-candombe, de carácter rítmico-carnavalero, siendo la primera de este tipo. La llamamos 'Pena mulata', estrenada y grabada por la orquesta de Carlos Di Sarli. Tuvo una gran repercusión popular. Todas las composiciones de esa serie fueron realizadas en la misma casa, de la calle Salguero al 2800."